# Kelby Tomlinson
Kelby Aaron Tomlinson (né le 16 juin 1990 à Chickasha, Oklahoma, États-Unis) est un joueur de deuxième but des Giants de San Francisco de la Ligue majeure de baseball.

## Carrière
Joueur des Red Raiders de l'université Texas Tech, Kelby Tomlinson est repêché au 12e tour de sélection par les Giants de San Francisco en 2011.
Il fait des débuts remarqués dans le baseball majeur le 3 août 2015 avec les Giants : appelé comme frappeur suppléant en 12e manche d'un match face aux Braves d'Atlanta, il réussit son premier coup sûr aux dépens du lanceur Ross Detwiler. Deux jours plus tard, Tomlinson obtient son premier départ au poste de deuxième et, à ses deux premiers passages au bâton, réussit deux simples et cumule 3 points produits.
Tomlinson maintient une moyenne au bâton de ,303 en 193 passages au bâton à sa saison recrue en 2015 et compile deux coups de circuit, 5 buts volés et 20 points produits.